# Prova a incastrarmi - Find Me Guilty
Prova a incastrarmi - Find Me Guilty (Find Me Guilty) è un film del 2006 diretto da Sidney Lumet.

## Trama
Ispirato alla storia di Giacomo DiNorscio, membro del famoso clan mafioso dei Lucchese che agiva nello Stato del New Jersey. Arrestato per droga e condannato a trent'anni di carcere, dopo aver scontato circa la metà della pena, gli viene offerta la scarcerazione in cambio della testimonianza contro molti dei suoi amici più cari. DiNorscio rifiuta l'offerta e affronta il processo difendendosi da solo contro le accuse della procura guidata da Rudolph Giuliani. La sua difesa improvvisata e il comportamento volgare irritano più volte il giudice e gli altri avvocati difensori. Il dibattimento dura più di un anno e si conclude con l'assoluzione degli imputati.

## Produzione
Il film è basato su una storia vera e narra del processo di mafia più lungo della storia degli Stati Uniti d'America. È spesso confuso con il processo statunitense più lungo in assoluto, ma questo record spetta al caso McMartin, durato 6 anni.

## Curiosità
- La frase in latino che si può leggere sul banco della corte e più volte ripresa dal protagonista contiene un errore di ortografia: la versione corretta del brocardo è Fiat iustitia et ruat caelum ("Sia fatta giustizia a qualunque costo") e non "iustica".
- Il vero Jackie DiNorscio è morto proprio mentre il film era in produzione.